# 瓦季姆·沙尔莱莫夫
瓦季姆·沙尔莱莫夫（俄語：Вадим Шарлаимов，1996年12月9日—），哈萨克斯坦男子击剑运动员，2006年开始练习击剑。曾获得2018年亚洲运动会男子重剑团体铜牌、2022年亚洲运动会男子重剑团体银牌、2025年世界击剑锦标赛男子重剑团体铜牌。其中2025年世锦赛的铜牌为哈萨克斯坦史上首枚击剑世锦赛团体奖牌。